# Forelæsning
En forelæsning er en form for foredrag, eksempelvis på et universitet. En forelæsning holdes typisk af en professor og omhandler et givet emne. En forelæsning har på danske universiteter typisk nogle hundrede tilhørere.